# 港区立御田小学校
港区立御田小学校（みなとくりつ みたしょうがっこう、英: Mita Elementary School）は、東京都港区三田四丁目に所在する公立小学校である。

## 概要
明治、大正時代は軍人、官吏、会社社長、頭取などが子弟を通わし、校風は山の手風であったとされる。
2000年に御田小学校が南海小学校を吸収統合し、現在に至る。国道15号と桜田通りに挟まれた台地上にあり、周囲は住宅地や寺町の寺院に囲まれている。登下校には校舎側にある御田門、明治時代から残る煉瓦造りの岬門、この両方が利用されている。
港区で唯一、教科別担任制を実施するモデル校に選定されている。このため入学時から越境通学する児童も見られる。2010年、校庭がゴムだったのを人工芝に取り替えた。
「放課GO」を実施しており、登録した児童は、5時まで学校で過ごすことが可能である
また秋田県の千畑小学校と40年以上にわたって交流を続けている。

## 沿革
- 2000年（平成12年）4月1日 - 南海小学校と御田小学校を統合し、御田小学校として開校。
- 2006年（平成18年） - 港区教育委員会研究パイロット校研究発表会。
- 2007年（平成19年）11月6日 - 港区教育委員会研究パイロット校研究発表会。
- 2012年（平成24年） - 港区教育委員会研究パイロット校研究発表会。
- 2013年（平成25年） - 港区教育委員会研究パイロット校研究発表会。
- 2014年（平成26年） - 港区教育委員会研究パイロット校研究発表会。

## 教育方針
教育目標
「よく考え くふうする子」「進んで行い やり通す子ども」「仲よく はげましあう子ども」「じょうぶで 心ゆたかな子ども」
小学校の児童数と教員数
| 年度     | 児童総数 | 1年生 | 2年生 | 3年生 | 4年生 | 5年生 | 6年生 | 教員数 | 職員数 |
| -------- | -------- | ----- | ----- | ----- | ----- | ----- | ----- | ------ | ------ |
| 平成23年 | 344人    | 59人  | 64人  | 53人  | 65人  | 57人  | 46人  | 18人   | 4人    |
| 平成24年 | 351人    | 53人  | 58人  | 65人  | 57人  | 60人  | 58人  | 18人   | 4人    |
| 平成25年 | 372人    | 71人  | 51人  | 61人  | 67人  | 58人  | 64人  | 20人   | 3人    |
| 平成26年 | 360人    | 56人  | 71人  | 51人  | 61人  | 62人  | 59人  | 20人   | 3人    |
| 平成27年 | 358人    | 62人  | 59人  | 68人  | 49人  | 58人  | 62人  | 21人   | 3人    |
| 平成28年 | 357人    | 62人  | 61人  | 61人  | 67人  | 47人  | 59人  | 24人   | 4人    |
| 平成29年 | 384人    | 78人  | 62人  | 63人  | 63人  | 69人  | 49人  | 29人   | 4人    |
| 平成30年 | 410人    | 73人  | 78人  | 63人  | 63人  | 61人  | 72人  | 29人   | 4人    |
| 令和元年 | 404人    | 71人  | 71人  | 82人  | 58人  | 60人  | 62人  | 29人   | 4人    |
| 令和2年  | 423人    | 82人  | 68人  | 71人  | 82人  | 56人  | 64人  | 26人   | 4人    |
| 令和3年  | 447人    | 86人  | 83人  | 67人  | 72人  | 79人  | 60人  | 29人   | 4人    |
| 令和4年  | 442人    | 65人  | 84人  | 85人  | 61人  | 70人  | 77人  | 25人   | 4人    |
| 令和5年  | 433人    | 71人  | 62人  | 83人  | 86人  | 61人  | 70人  | 25人   | 4人    |

## 通学区域
住所別通学区域（平成27年4月1日から適用）
| 芝五丁目 | 三田三丁目 - 五丁目 | 高輪一丁目 |
| -------- | ------------------- | ---------- |
| 全域     | 全域                | 4番、5番   |

進学先中学校（平成27年4月1日から適用）
| 小学校学校名     | 中学校学校名     |
| ---------------- | ---------------- |
| 港区立御田小学校 | 港区立三田中学校 |

## 交通
鉄道
- JR山手線 - 田町駅より徒歩15分
- 都営浅草線 - 泉岳寺駅より徒歩7分
- 東京メトロ南北線 - 白金高輪駅より徒歩5分

## 関係者
出身者
- 小泉信三（慶應義塾大学塾長、明仁上皇の皇太子時代の教育係付け）
- 原顕三郎（海軍中将）
- 水上瀧太郎（阿部章蔵、文豪）
- 森昌子 （演歌歌手、元アイドル歌手〈花の中三トリオ〉、1971年（昭和46年）卒）
- 池田晶子 （思想史家・哲学者、1973年（昭和48年）卒）
- 佐藤哲也 （作家、1973年（昭和48年）卒）